# Atypophthalmus hovamendicus
Atypophthalmus hovamendicus är en tvåvingeart. Atypophthalmus hovamendicus ingår i släktet Atypophthalmus och familjen småharkrankar.

## Underarter
Arten delas in i följande underarter:
- A. h. hovamendicus
- A. h. makalaka